# 黃添泉
黃添泉（1910年—1978年1月16日），台南縣關廟鄉山西村人（今台南市關廟區山西里）。布袋戲界人稱「仙仔師」，台南「玉泉閣」的創立者，為南部布袋戲「五大柱」和「四大演師」之一。

## 生平

### 啟蒙和演出學藝
明治43年（1910年）生於台南縣關廟鄉山西村，父親黃春源原先為戲班的戲班長，後來自組戲班，並外聘演員演出，但囿於外聘人手受檔期配合、價格高低等因素，使得黃春源常常面臨主演反悔拒演的情況。而黃添泉成長於布袋戲班，自幼的耳濡目染培養了他對布袋戲的興趣，也時常拿著戲偶要求兄長教他基本技巧。1923年，因外聘的布袋戲師傅再次誤期，黃春源想到黃添泉平時練習有模有樣，便拉來正就讀公學校五年級，年僅13歲的黃添泉登台臨演，沒想到演出受到了觀眾的肯定。自此，黃添泉便隨著父親的戲團開始在台南鄰近各地演出。
1923年，四處演出的黃添泉雖有天分和名氣，卻苦於師出無門，難免會影響到他人對其技術的信心。當時關廟山西宮聘請到布袋戲著名演師，「瑞興閣」陳深池（1899年－1973年）到場演出，而黃添泉得到了在陳深池面前表現的機會，之後順利拜其為師，並進行為期二十七天的習藝，學習如何鋪陳劇情以及掌握角色口白。

### 「玉泉軒」的「仙仔師」
1924年，14歲的黃添泉在公學校畢業後，便自組戲班「玉泉軒」。有次黃添泉應邀到台南市「十六寮」（今安南區一帶）演出，當時約有一、二十棚戲對台演出，其中黃添泉的布袋戲贏得了最多的觀眾，也因為年歲尚小便擁有了精湛的技術，黃添泉便被人稱為「囝仔仙」，待其後年歲漸長，戲界遂改稱其為「仙仔師」。
「玉泉軒」在「仙仔師」黃添泉的努力經營下，成為當時臺南州知名的布袋戲班。1937年七七事變爆發，日本政府強力推行皇民化運動，禁止民間一切傳統祭祀節令或戲劇演出，並強制解散傳統劇團，導致大量布袋戲演師轉業，「仙仔師」黃添泉也轉以替中藥房賣藥或畫炭筆肖像營生，而在日本政府強迫其做勞務工時，黃添泉因身有舊疾不勝操勞，於是監工便命他專門講古慰勞同伴。
1942年，日本皇民奉公會成立「台灣演劇協會」，以統一管理的人形劇團進行民間慰勞演藝活動，從而達成為「皇民化」宣傳的目的，而「仙仔師」黃添泉被推介參加台北的小西園人形劇團，隨後又回到南部加入了東光人形劇團，並成為當中主要演師之一。直至1945年日本戰敗投降，「仙仔師」黃添泉才再度以「玉泉軒」之名，重回布袋戲演出。

### 晚年
1950年，黃添泉與侄兒黃秋藤將兩人各自擁有的戲團合併，成立「玉泉閣」。
「仙仔師」黃添泉晚年仍堅持著布袋戲傳統技藝，而歷經長子黃秋揚罹癌病逝，逐漸淡出布袋戲舞台的黃添泉，於1977年4月20日（民國六十六年農曆三月初三），台南縣仁德鄉中洲的上帝公廟（今台南市仁德區中洲里的仁德北極殿）完成生前最後一場正式演出。後於1978年1月16日（民國六十六年農曆十一月二十七日）辭世，享壽六十七歲。 
依台南以南的民間及藝界，對當時演藝的名師做出的評比，黃添泉為南部布袋戲「五大柱」和「四大演師」之一，而戲界也多以「仙仔師」稱呼之。

## 「玉泉閣」布袋戲團之沿革
「玉泉閣」布袋戲團，為一個泛指，其中包含了「玉泉閣」、「玉泉閣第二團」、「正玉泉」與「真玉泉」四個戲團。近百年來，「玉泉閣」布袋戲團於布袋戲史上的各個時期，不論是「古書戲」時期、「劍俠戲」時期、「皇民化」時期，還是「金剛戲」時期，都未曾缺席。
「玉泉閣」在1950年創立，是由黃添泉的「玉泉軒」及他的徒弟兼姪兒黃秋藤的「新光軒」合併而成。創立之因與1947年發生二二八事件有關，當時政府為防止群眾聚集，故禁止露天戲台的演出，黃添泉便與黃秋藤協議一同進軍內台戲院，但兩人感覺「玉泉軒」與「新光軒」中，軒的格局小，便決議改名為「閣」，之後便以「玉泉閣」的班名進軍內台。在此時黃添泉更將宋江陣頭及迎神賽會的對打招式融會貫通，並使用於布袋戲武戲的對打中，也成為「玉泉閣」演出的特色之一。
1953年黃秋藤向黃添泉提出想自立門戶之想法，並向黃添泉請示分團的名稱，黃添泉授意可使用「玉泉閣第二團」之名。
1960年黃秋藤在某次演出中，受當地員警的刁難，扣押了「玉泉閣第二團」的職業演出團體登記證。出於危及，黃秋藤便用他太太的名字，創立了「正玉泉」此名。後黃秋藤透過立委拿回了「玉泉閣第二團」的登記證，但也未註銷「正玉泉」的登記證。1976年其子黃光華原想承襲「玉泉閣第二團」的登記證，但因為法律緣故，只能以「正玉泉」之名進行演出。
「真玉泉」在1974年由黃秋藤的另一個兒子黃光爵創立。黃光爵於2004年過世後，戲團由其子黃國韋經營。
大致總結「玉泉閣」布袋戲團之沿革。1950 年「玉泉軒」與「新光軒」合團，成為「玉泉閣」。1953 年「玉泉閣」一分為二，衍伸出「玉泉閣第二團」。而 「玉泉閣第二團」，又於 1960年與1974 年，分別衍出「正玉泉」與「真玉泉」兩團。